# Matrox Mystique

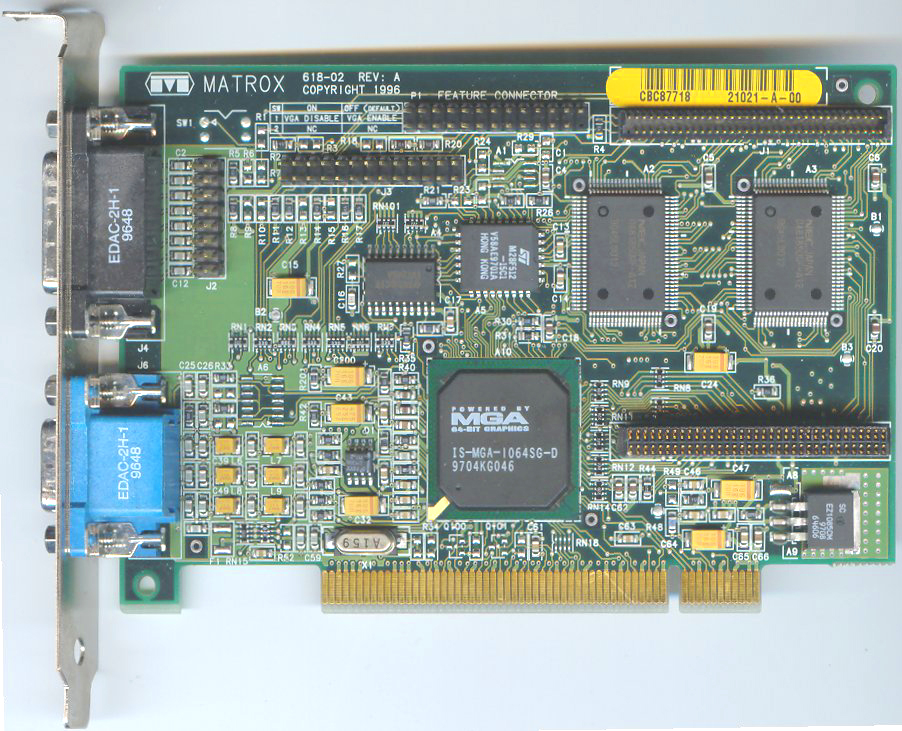
La scheda video Matrox Mystique (1996).

La Mystique e la Mystique 220 sono state schede video dotate di accelerazione 2D/3D progettate dall'azienda canadese Matrox. La Mystique è stata presentata nel 1996, la Mystique 220 nel 1997.

## Storia
Matrox produceva da anni ottimi acceleratori 2D di fascia alta di mercato per i sistemi MS-DOS prima e Windows poi. All'inizio degli anni novanta Matrox si interessò alla grafica 3D e nel 1994 presentò la Impression Plus, una scheda pensata principalmente per le applicazioni CAD: essa infatti offriva un limitato supporto al 3D, non offrendo ad esempio il texture mapping in hardware, a cui sopperiva utilizzando il Gouraud shading o altre tecniche implementate in software. La scheda era offerta con un '3D Superpack', un'offerta di 3 giochi appositamente modificati per sfruttare la scheda:: il picchiaduro 3D Sento di 47 Tek; il gioco di combattimento spaziale 3D IceHawk di Amorphous Designs, e Specter MGA (alias Specter VR) di Velocity.
Le ultime Matrox Millennium presentavano anch'esse capacità 3D simili a quelle della Impression Plus ma solo i titoli offerti insieme alla scheda, come NASCAR Racing riuscivano a sfruttare le caratteristiche offerte dall'hardware, il cui vero limite restava appunto l'assenza di supporto hardware al texturing.
Matrox progettò quindi una nuova scheda grafica basata sulla Millennium ma che risolvesse le limitazioni di queste, e rilasciò nel 1996 la Matrox Mystique.

## Caratteristiche

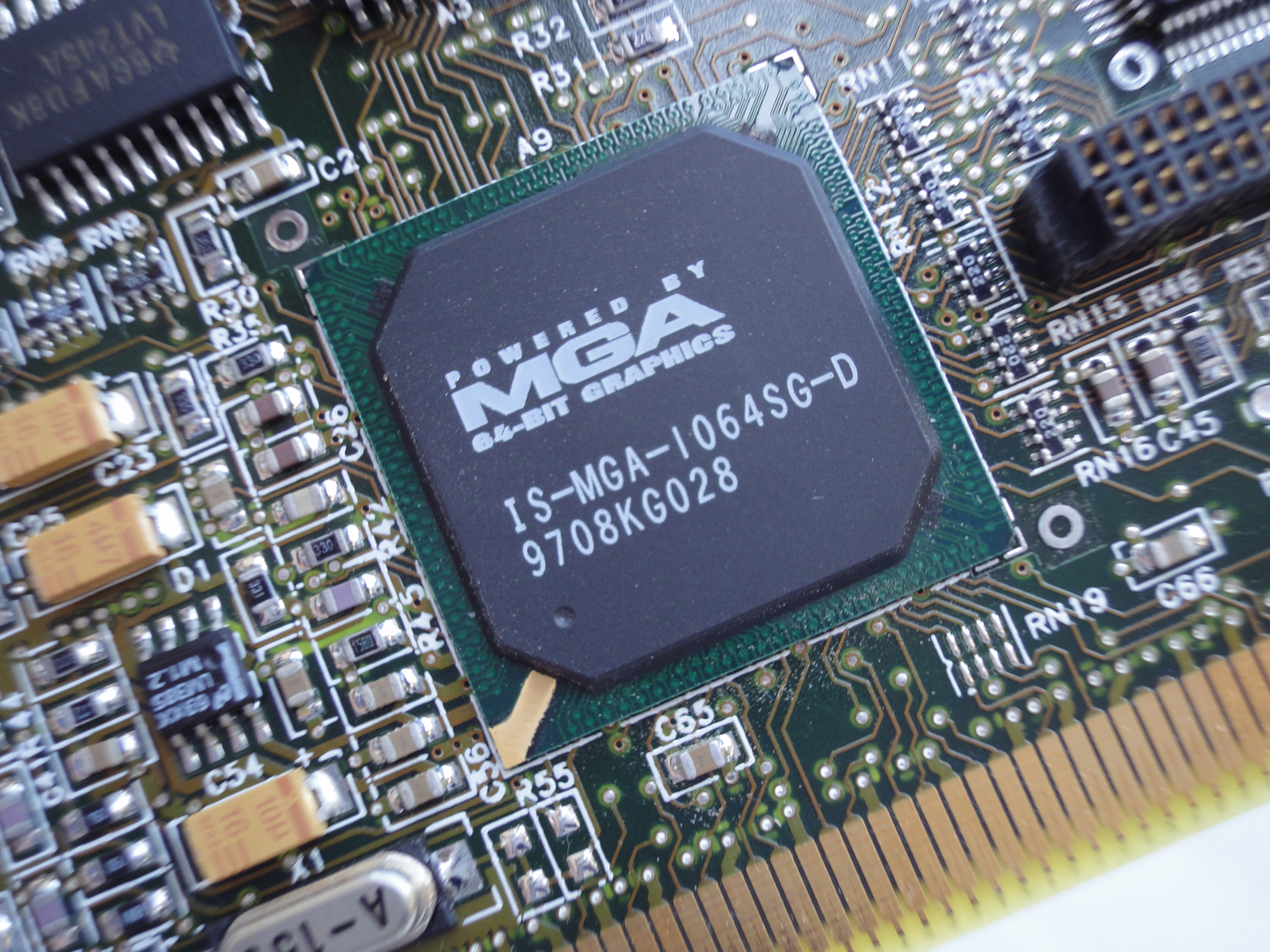
Il processore grafico MGA1064SG della Matrox Mystique.

La Mystique era basata sulla GPU a 64 bit MGA1064SG, capace di accelerazione 2D e 3D. La Mystique sfruttava le API Matrox Simple Interface (MSI) ed era una delle prime schede per il mercato consumer ad offrire capacità 2D/3D.
La scheda usava memorie di tipo SGRAM (Synchronous Graphics RAM) a 64 bit al posto della WRAM (Window RAM) che equipaggiava la Millennium. La SGRAM offriva prestazioni leggermente inferiori ma era più economica. La Mystique era offerta in configurazioni da 2 a 8 MB di SGRAM e poteva essere interfacciata a schede addizionali, come ad esempio la Rainbow Runner Video, una scheda che offriva ingressi ed uscite video e supportava la riproduzione di filmati MPEG-1 e AVI, o la Rainbow Runner TV, una scheda che offriva un sintonizzatore per poter vedere la TV sul PC.
Le prestazioni in 3D della Mystique erano molto vicine a quelle offerte dalla più costosa Millennium, soprattutto alle risoluzioni di 1024×768 o inferiori, dove la limitata banda passante della SGRAM non pregiudicava le prestazioni. La scheda usava un RAMDAC interno a 170 MHz contro quello esterno a 220 MHz della Millennium: la Mystique era la prima scheda Matrox ad usare un RAMDAC interno al processore video. La riduzione della frequenza si faceva sentire sulle frequenze d'aggiornamento massime delle risoluzioni più elevate, inferiori rispetto a quelle della Millennium. Le prestazioni in 2D erano eccellenti, surclassando quelle offerte da schede basate sui chip concorrenti S3 ViRGE e ATI Mach64.
La Mystique era la scheda con il maggior supporto 3D offerta da Matrox, anche se non aveva caratteristiche quali il filtro bilineare, la distance fog, il mipmap e la trasparenza. La Mystique usava invece tecniche di interpolazione che causavano un effetto pixel delle texture ed un effetto punteggiato nelle trasparenze. Senza il supporto al mipmap le texture degli oggetti distanti presentavano distorsioni ed aliasing. Nonostante le discrete prestazioni la qualità delle immagini restava comunque inferiore a quella offerta dalle schede ATI.
La scheda supportava direttamente tutti i sistemi Microsoft: MS-DOS, Windows 3.1x, Windows 95 e Windows NT. La Mystique supportava anche l'OS/2 di IBM. La versione di vendita della Mystique includeva 3 giochi 3D: MechWarrior 2 Mystique Edition, Destruction Derby 2 e Scorched Planet.

## Mystique 220

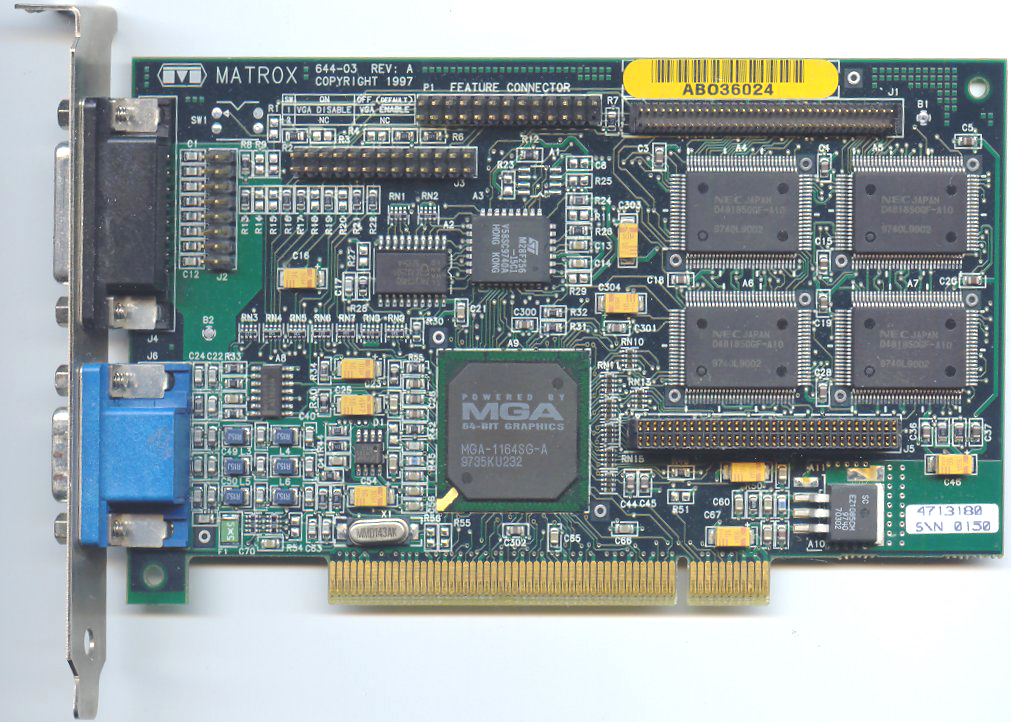
La Mystique 220 con 4 MB di memoria.

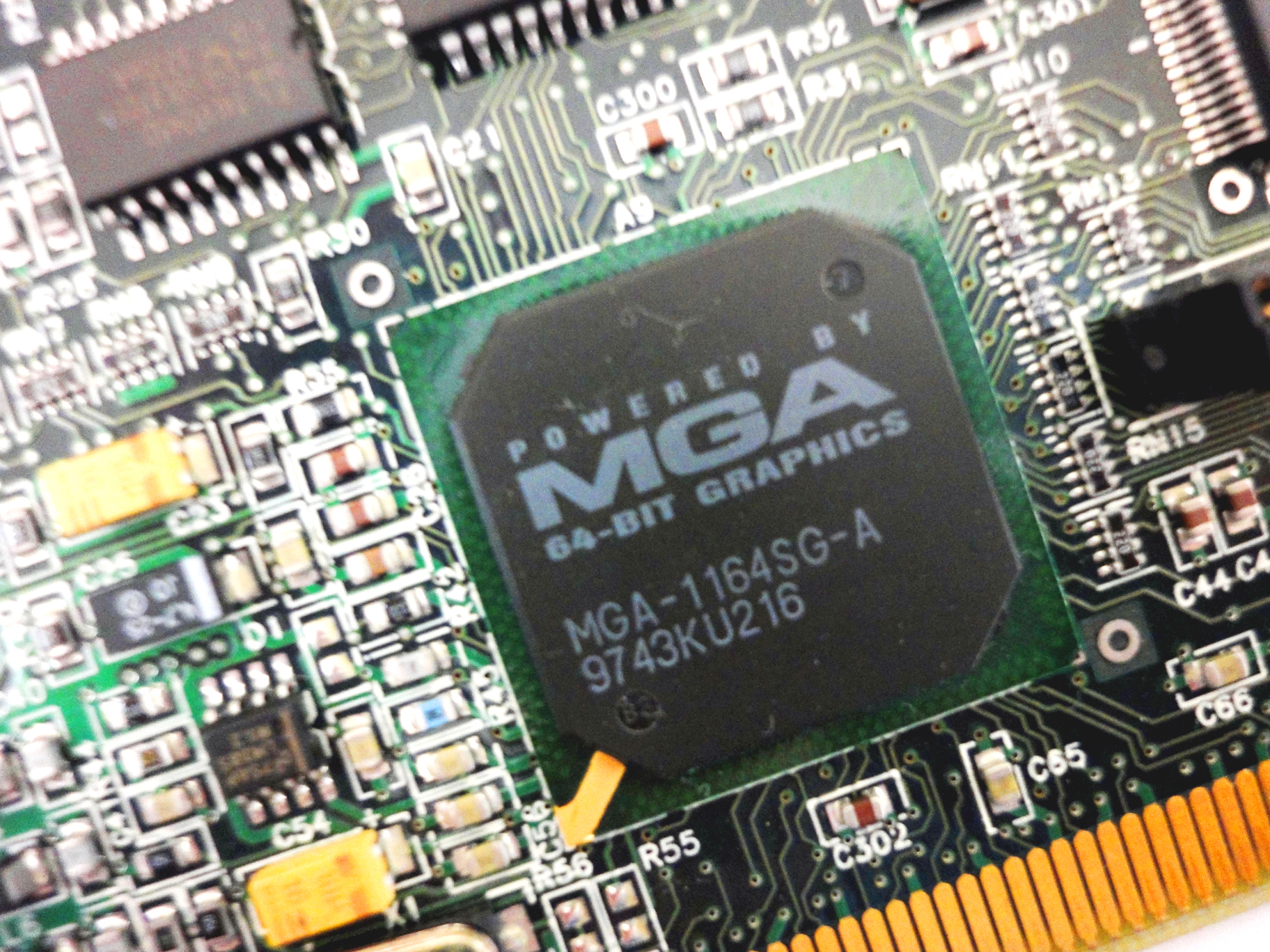
Il processore grafico MGA1164SG della Matrox Mysqtique 220.

Nel 1997 Matrox presentò la Mystique 220: il nome suggeriva il più importante cambiamento rispetto alla scheda originale, ossia il RAMDAC portato a 220 MHz. Grazie a questa modifica le prestazioni in 2D della Mystique 220 raggiungevano quelle offerte dalla Millennium. Il processore grafico era indicato come MGA1164SG. A parte queste modifiche, la scheda offriva le stesse caratteristiche e quasi le stesse prestazioni della precedente Mystique che, per distinguerla dalla nuova versione, iniziò ad essere indicata come Mystique 170.
Matrox produsse anche una versione dedicata agli utenti business denominata Mystique 220 Business, che non includeva i giochi della versione normale. A livello hardware le 2 schede erano identiche.